# André Ducasse (rugby à XIII)
Pas d'image ? Cliquez ici

a Compétitions nationales et continentales officielles uniquement.

b Matchs officiels uniquement.
André Ducasse, né le 6 janvier 1930 à Bordeaux et mort le 24 octobre 2000 à Langon, est un joueur de rugby à XIII évoluant au poste d'ailier ou de demi d'ouverture.
Il débute sous les couleurs du club de Bordeaux, y remportant le Championnat de France en 1954 et dispute la finale de la Coupe de France en 1956, aux côtés de Raymond Contrastin, Paul Bartoletti et André Carrère. Il côtoie également l'équipe de France où se trouve Puig-Aubert, Élie Brousse et Jacques Merquey.

## Palmarès

### En tant que joueur
- Collectif : 
  - Vainqueur du Championnat de France : 1954 (Bordeaux).
  - Finaliste de la Coupe de France : 1956 (Bordeaux).

### Détails en sélection
| 1.  | 11 juin 1955     | Australie           | 8-20  | Test-match | Ailier | 3 | 1 | - | - |
| 2.  | 2 juillet 1955   | Australie           | 29-28 | Test-match | Ailier | 3 | 1 | - | - |
| 3.  | 23 juillet 1955  | Australie           | 8-5   | Test-match | Ailier | 3 | 1 | - | - |
| 4.  | 6 août 1955      | Nouvelle-Zélande    | 19-9  | Test-match | Ailier | 6 | 2 | - | - |
| 5.  | 13 août 1955     | Nouvelle-Zélande    | 6-11  | Test-match | Ailier | - | - | - | - |
| 6.  | 19 octobre 1955  | Autres Nationalités | 19-32 | Test-match | Ailier | - | - | - | - |
| 7.  | 11 décembre 1955 | Grande-Bretagne     | 17-5  | Test-match | Ailier | 6 | 2 | - | - |
| 8.  | 8 janvier 1956   | Nouvelle-Zélande    | 24-7  | Test-match | Ailier | 3 | 1 | - | - |
| 9.  | 10 mai 1956      | Angleterre          | 23-9  | Test-match | Ailier | 3 | 1 | - | - |
| 10. | 23 décembre 1956 | Australie           | 6-10  | Test-match | Ailier | - | - | - | - |
| 11. | 3 mars 1957      | Grande-Bretagne     | 19-19 | Test-match | Ailier | - | - | - | - |

### En club
| Saison    | Saison   | Championnat           | Championnat | Championnat | Championnat | Championnat | Championnat | Championnat |
| Saison    | Saison   | Compétition           | M           | Pts         | Ess.        | Buts        | Dp.         |             |
| --------- | -------- | --------------------- | ----------- | ----------- | ----------- | ----------- | ----------- | ----------- |
| 1953-1954 | Bordeaux | Championnat de France | ?           | -           | -           | -           | -           |             |
| 1954-1955 | Bordeaux | Championnat de France | ?           | -           | -           | -           | -           |             |
| 1955-1956 | Bordeaux | Championnat de France | ?           | -           | -           | -           | -           |             |
| 1956-1957 | Bordeaux | Championnat de France | ?           | -           | -           | -           | -           |             |
| 1957-1958 | Bordeaux | Championnat de France | ?           | -           | -           | -           | -           |             |
| 1958-1959 | Bordeaux | Championnat de France | ?           | -           | -           | -           | -           |             |
| 1959-1960 | Bordeaux | Championnat de France | ?           | -           | -           | -           | -           |             |